# Subsea 7

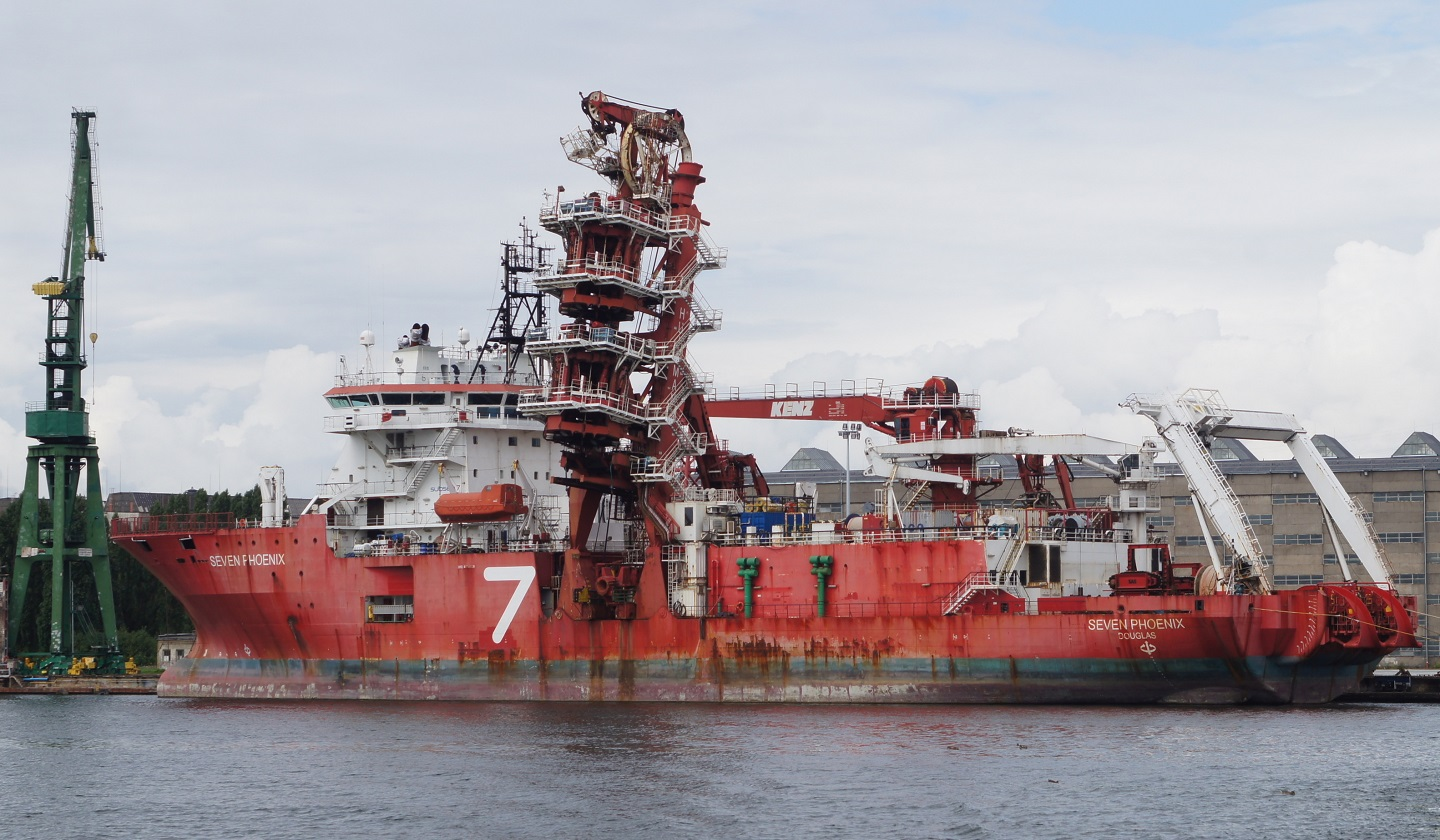
Rohrleger Seven Phoenix

Subsea 7 ist ein weltweit agierendes Ingenieurs- und Bauunternehmen mit operativem Sitz in Hammersmith, London, United Kingdom, registriert in Luxemburg. Das Unternehmen ist vor allem im Bereich Öl- und Gasindustrien tätig (Zulieferer, Installation). Subsea 7 ist an der Osloer Börse im Finanzindex OBX gelistet.

## Unternehmen

Transport in Wick

Der größte Anteilseigner ist mit 39 % das Unternehmen Siem Industries. Mehr als 14.000 Mitarbeiter werden bei Subsea 7 weltweit beschäftigt (Stand: 2013). 2012 wurde ein Umsatz von 6, 297 Mrd. USD erzielt. Subsea 7 besitzt eine Flotte aus über 40 Spezialschiffen, unter anderem für das Verlegen von Pipelines und Installation von Unterwasserstrukturen. Die Flotte wird für Unterwasserarbeiten mit über 175 ROVs unterstützt.
Das Unternehmen ist in vier Operationsgebiete aufgeteilt. Nordsee, Kanada; Afrika, Golf von Mexiko, Mittelmeer; Brasilien; Asien und Mittlerer Osten.

## Geschichte
Subsea 7 ist das Ergebnis mehrerer Fusionen zwischen DSND, Halliburton Subsea, Subsea Offshore, Rockwater. Im Januar 2011 fusionierten Acergy S.A. und Subsea 7 Inc. zur Subsea 7 S.A. Seit August 2005 ist Subsea 7 an der Osloer Börse gelistet.

### Acergy

Logo von Acergy

Acergy wurde 1970 unter dem Namen Stolt Nielsen Seaway als Teil der Reederei Stolt-Nielsen in Haugesund (Norwegen) gegründet und bot in den frühen 1970ern Tauchfahrzeuge und Taucher für die Erforschung der Nordsee an. 1989 expandierte das Unternehmen nach Aberdeen (Vereinigtes Königreich) und erwarb 1992 das Unternehmen Comex Services, eine französische Tauch- und Konstruktionsunternehmen. In den 1990er Jahren expandierte das Unternehmen weiter und hat aktuell Standorte in Stavanger (Norwegen), Aberdeen (Vereinigtes Königreich), Suresnes Cedex, (Frankreich), Houston (Vereinigte Staaten), Rio de Janeiro (Brasilien) und Singapur.
1997 gewann das Unternehmen seinen ersten bedeutenden Tiefsee-Auftrag an der Küste von Westafrika, dem der Erwerb von Ceanic Corporation(Houston, USA) und dem französischen Pipelinetechnik-Spezialisten ETPM folgte. Zudem übernahmen sie 49 % des dänischen Unternehmens NKT Flexibles.
2000 wechselte der Unternehmensname (Firma) zu Stolt Offshore, aber die schnelle Expansion und schlechtes Projektmanagement brachten größere Verluste. 2003 begann ein neues Management-Team mit einer Reorganisation. 2005 verkaufte der Mutterkonzern das Unternehmen, das daraufhin an die Börse ging. Am 1. März 2006 wechselte die Firma zu Acergy.

## Schiffe der Subsea 7 (Auswahl)
- Rohrleger und Schwimmkran Seven Borealis
- Arbeitsschiff und Rohrleger Seven Phoenix

## Produktionsstandorte (Auswahl)

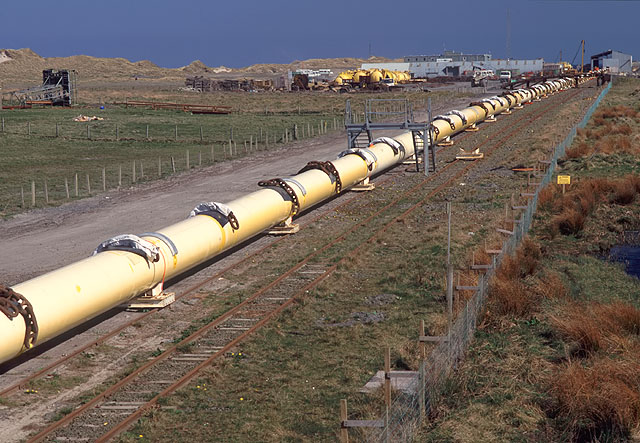
Subsea 7 Pipeline Bundle Fabrication Site

- Subsea 7 Pipeline Bundle Fabrication Site